# 克弗拉喬斯縣

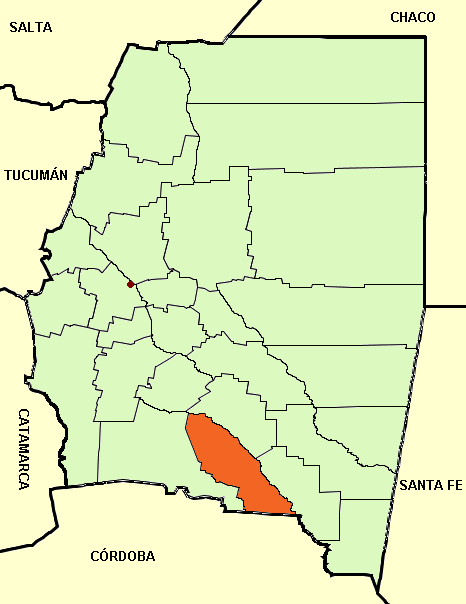

克弗拉喬斯縣（西班牙語：Departamento Quebrachos），是阿根廷的縣份，位於該國北部聖地亞哥-德爾埃斯特羅省，首府設於蘇曼帕，面積3,507平方公里，2010年人口10,568，人口密度每平方公里3.01人。
29°22′58″S 63°28′20″W / 29.38278°S 63.47222°W